# Háziréti-víztározó
A Háziréti-víztározó vagy Háziréti-horgásztó mesterséges állóvíz Pest vármegyében, a Solymári-völgy északi részén, Pilisvörösvár és Csobánka határán, körülbelül 200 méterre keletre Solymár közigazgatási területének legészakibb pontjától. Nagy része pilisvörösvári területen terül el, mindössze az északi partja csobánkai terület. A tó duzzasztással jött létre a Határ-réti-árok és a Házi-réti-patak összefolyásánál; fürdeni tilos benne, viszont horgászvízként igen népszerű.

## Megközelítése
A horgásztó legegyszerűbben a 10-es főút felől közelíthető meg, amelynek 15-ös kilométer-táblája közelében kell lekanyarodni az útról északi irányban, egy általában városi személyautóval is jól járható földúton. Ezen az útvonalon kb. 6-700 méter után jutunk el a tó bejárata melletti nagy kiterjedésű, ingyenes használatú parkolóhoz, ahonnan már csak pár lépés a tó délkeleti csücske.
Közösségi közlekedéssel két irányból lehet megközelíteni a tavat: vagy a Volánbusz Árpád híd, végállomástól induló pilisi buszjárataival (800, 801, 805, 810, 820), amelyekről a Solymári elágazás (Auchan áruház) megállóhelynél kell leszállni, onnan kb. 500 métert kell továbbgyalogolni az út szélén Pilisvörösvár irányába, majd az előbbi földútra rátérve, az említettel egyező útvonalon érhető el a tó.
A másik lehetőség a 218-as BKV-busszal Pilisborosjenő, Téglagyári tér megállóhelyig [munkaszüneti napokon külső végállomásig] menni, ahonnan a Határ-réti patakkal párhuzamosan haladó Malom dűlőn, körülbelül 2-2,5 kilométeres sétával érhető el a víztározó.

## Paraméterei
A tó vízfelülete 24,6 és 26 hektár között ingadozik, a vízszint változásaitól függően; kerülete kb. 7,2 kilométer. Mederviszonyai változatosak, hirtelen mélyülő és sekély részekkel, törésekkel tarkítva, a partközeli részén kemény aljzatú és iszapos területek egyaránt megtalálhatóak. A vízmélység a patakok betorkollása közelében még nemigen haladja meg az 1 métert, a középső részén már 2 méter körül van az átlagos mélysége, míg a duzzasztógát közelében a 3,5 métert is megközelíti a vízmélység.
A tó fenntartója a pilisvörösvári bejegyzésű Háziréti Horgászegyesületek Egyesülése, melyet hét horgászegyesület (Rozmaring HE, Landoló HE, Hőtechnika HE, 43-as Építők HE, Szakipari HE, PEMŰ HE, Munkatherápia HE) közösen hozott létre. A déli parton halőrház és büfé is található, a területen megfigyelő kamerák is működnek. A fürdés a tó egész területén tilos.

## Története
Ezen a helyen már a Magyarország első katonai felmérése (1780–1784) eredményeként készült térkép is feltüntet egy mesterséges eredetűnek tűnő, kelet-délkeleti oldalán gáttal elrekesztett, nyílt vizűként ábrázolt tavat, aminek északi partján még egy épület jele is látható, mellette a kocsmára utaló „w.h.” rövidítéssel. A második katonai felmérés térképe nyílt vizet, állandó vízborítást ugyan nem jelöl ezen a helyen, de vízjárta területnek mutatja azt, ráadásul feltünteti a „Vörösvárer Teich” kifejezést, ami vörösvári tavat jelent, továbbá nagyjából a korábbi (és későbbi) völgyzáró gát helyén egy több kisebb vonallal megrajzolt sávot is ábrázol, amely gyaníthatóan a gátat jelöli. Látható a „Vörösvárer T.” kifejezés a harmadik katonai felmérés térképén is, a két betorkolló patak nyomvonalában pedig egy-egy keskeny, de pár száz méteren elnyúló, nyílt vizű sáv is látszik. Kivehetőek a tó körvonalai egy 1966-ban és egy 1967-ben készült légifelvételen is – előbbin gát maradványának látszó terepalakulat is –, de a terület mindkettőn döntően növényzettel borítottnak tűnik, egészen csekély nyílt vízfelülettel.
A mai víztározót több fővárosi és Pest megyei vállalat közösen alakította ki még a rendszerváltás előtti időszakban. Az 1990-es évektől több alapító vállalat megszűnt, így az építőközösség gesztora, a Rozmaring Termelőszövetkezet, illetve annak jogutódja magánkézbe vette a közös tulajdon nagy részét. Ennek hatására az érintettek között hosszas pereskedés alakult ki, melynek során a bíróság tulajdonosként a Rozmaring vagyonkezelőt, a pilisvörösvári önkormányzatot és a munkaterápiás intézet földterületét időközben megvásárló magántársaságot nevezte meg. Az elhúzódó perek sorozata azonban még ezzel sem zárult le; egy időben a tavat üzemeltető egyesülésnek még a horgászati jogát is perelték az akkori tulajdonosok.

## Élővilága

### Halak
A tóban fogható leggyakoribb halak a ponty, a harcsa, balin, csuka, süllő, amur, busa, ezüstkárász, dévérkeszeg. A területen legalább öt esetben fogtak már 40 kilósnál nagyobb testméretű harcsát (a tórekord 2016 nyári állapot szerint 69,20 kg), és legalább húsz esetben 20 kilósnál nagyobb pontyot (a tórekord 2016-ban 23,20 kg volt). Az 5 kg feletti pontyok, a 7 kg feletti amurok és a 70 cm feletti csukák védelem alá esnek, azokat kifogás és fotózás után a legrövidebb időn belül vissza kell engedni.

### Egyéb élőlények
Partjain a környékére jellemző bokros élőhelyek és mezőgazdasági területek állatfaunája keveredik a vizes élőhelyeket preferáló fajokkal. Gazdag a tó szitakötő-faunája.

## Gazdasági hasznosítása
A víztározón az év minden napján állandóan lehetséges a horgászat, az országos és helyi horgászati szabályok, előírások és fogási kvóták betartásával. Minden horgász legfeljebb 2 bottal, botonként maximum 3 horoggal horgászhat, a horgászat partról, stégekről és az egyesületek által biztosított csónakokból is lehetséges, továbbá távirányítású etetőhajó használata is engedélyezett. Lékhorgászatra viszont, a meleg vizes források, befolyások miatt nincs lehetőség. Tilos még a völgyzáró gáton való horgászat, valamint a tó teljes területén tiltott a pergetéses horgászat. A partról való horgászatra mintegy öt kilométeres szakasz áll rendelkezésre, ez kb. 400 horgászállást jelent; foglalt hely nincsen, így érkezési sorrendben bárki bármelyik horgászhelyet vagy stéget használhatja. Víztérkódja: 13-0037-1-1.

## Képgaléria

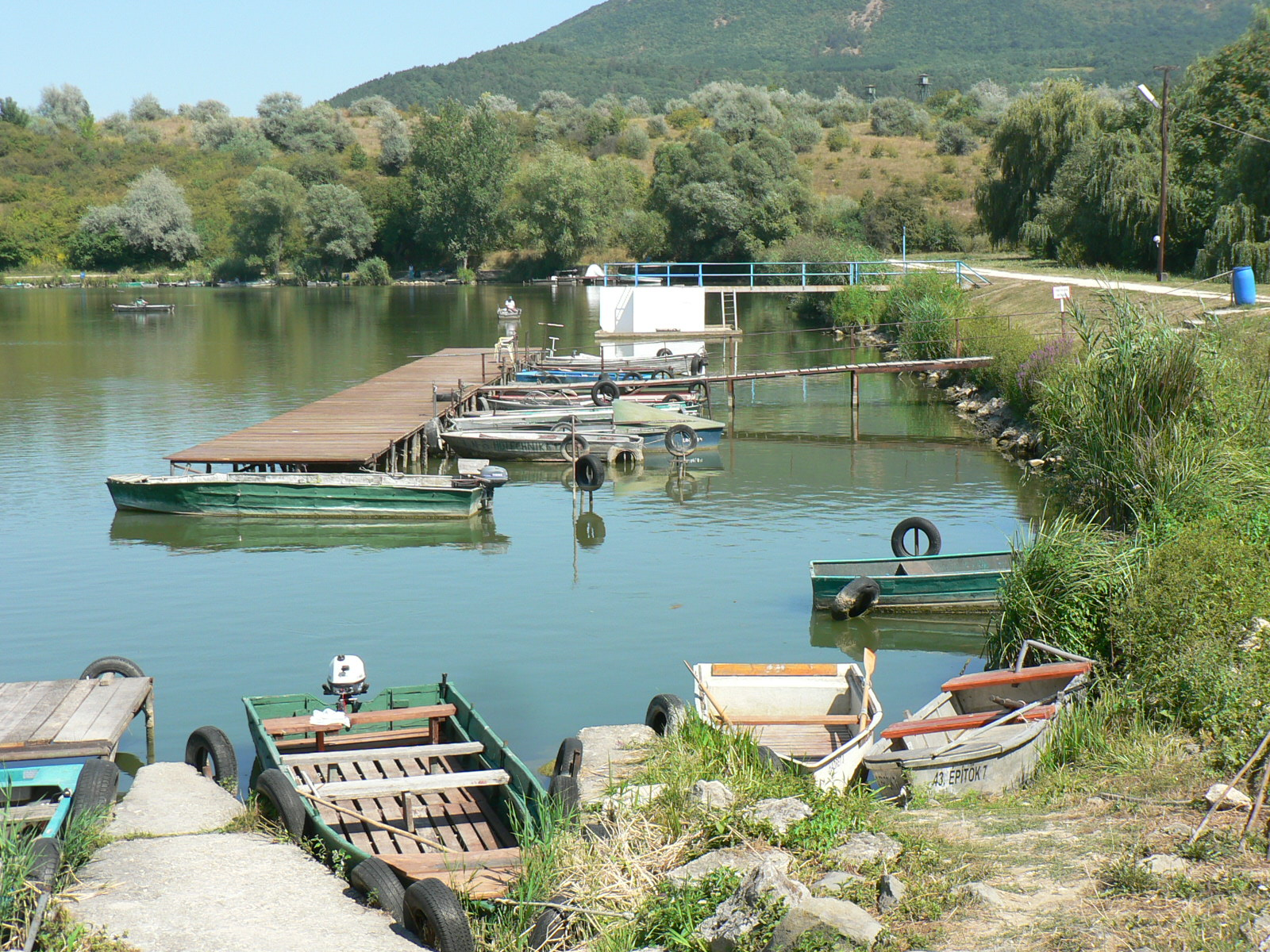
Központi stég a tó duzzasztójánál
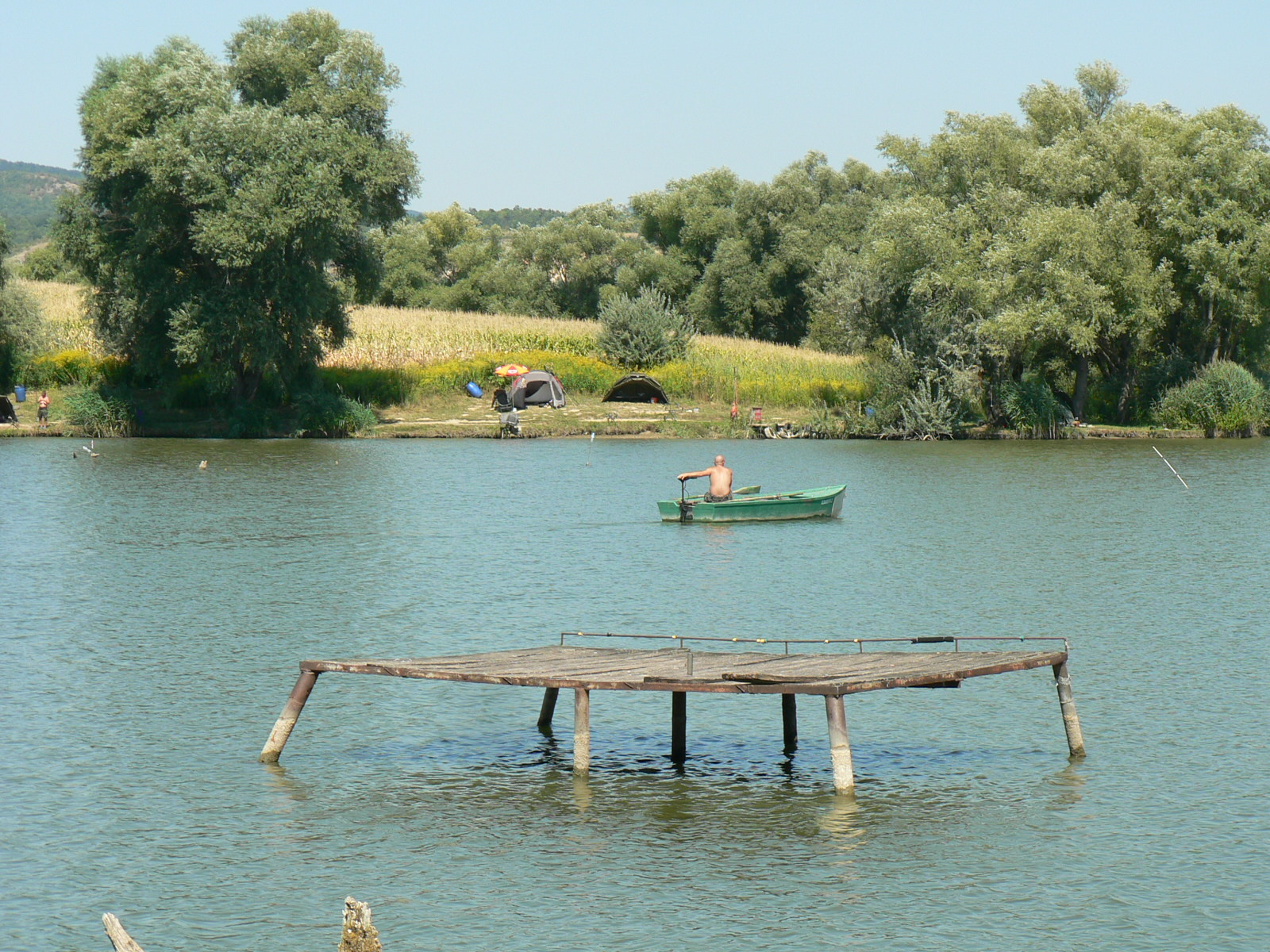
Kisebb stég a déli part közelében
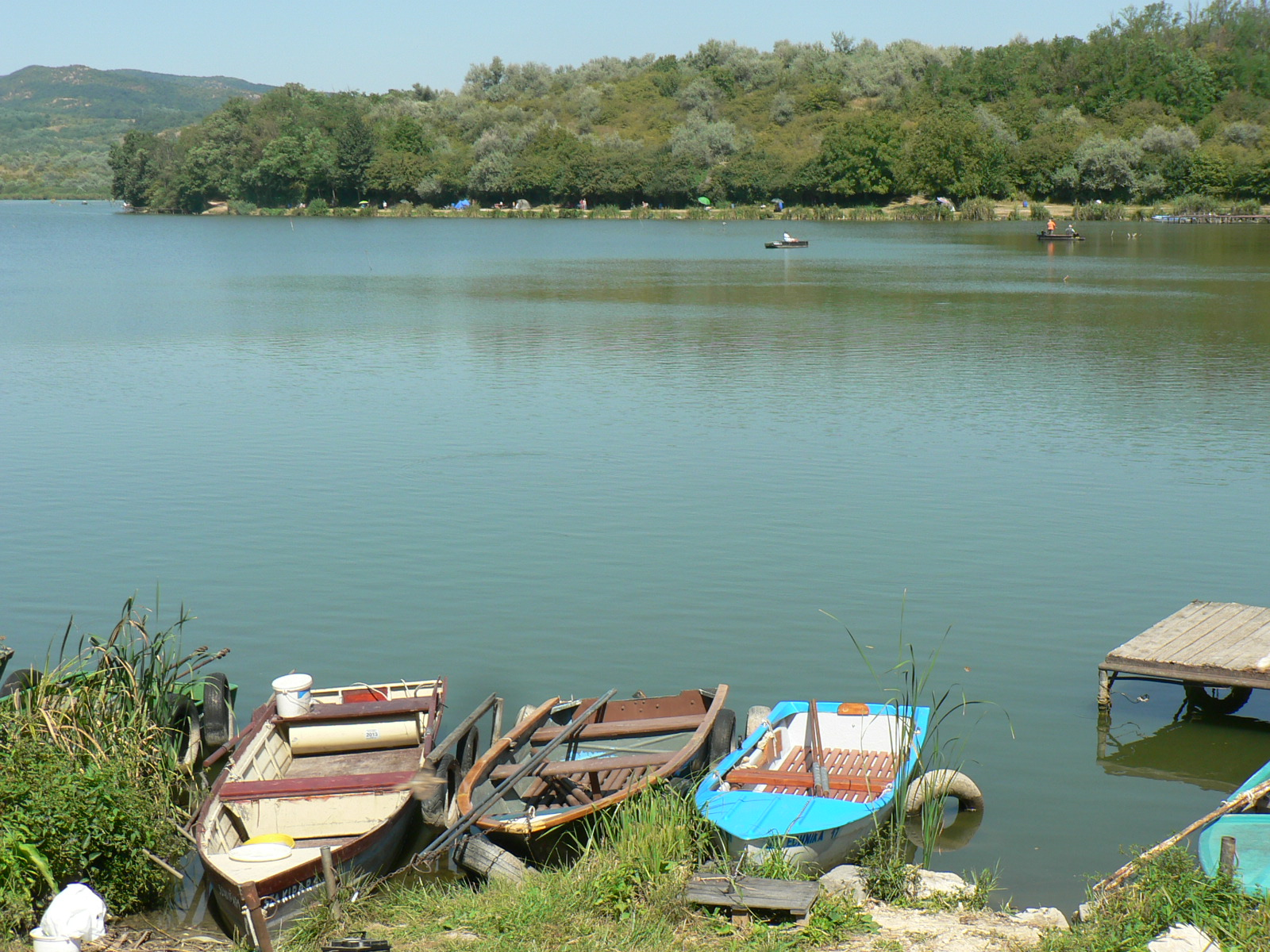
A tó egy részlete a déli part felől
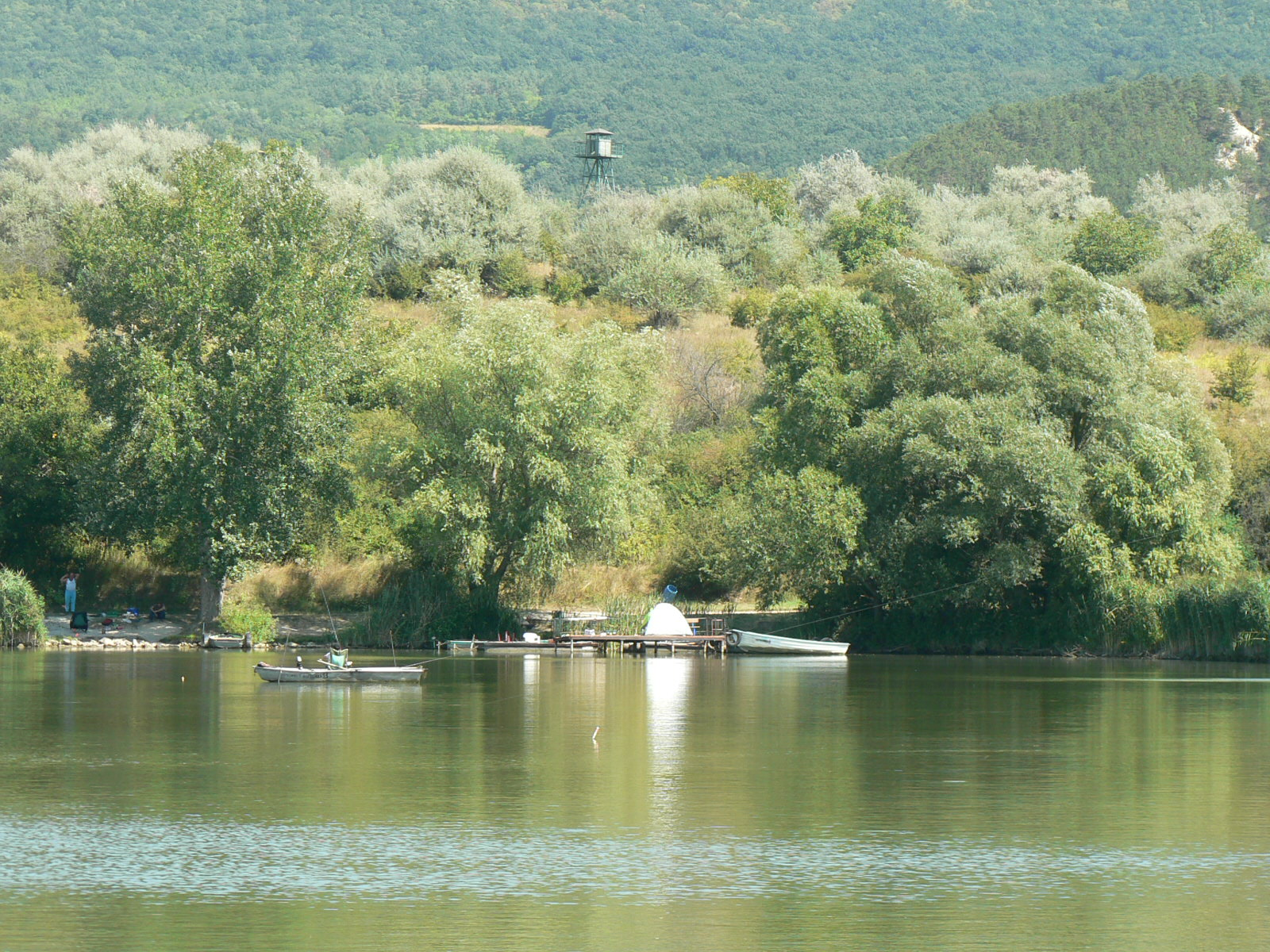
A víztározó egy részlete, háttérben a csobánkai katonai terület egy őrtornyával
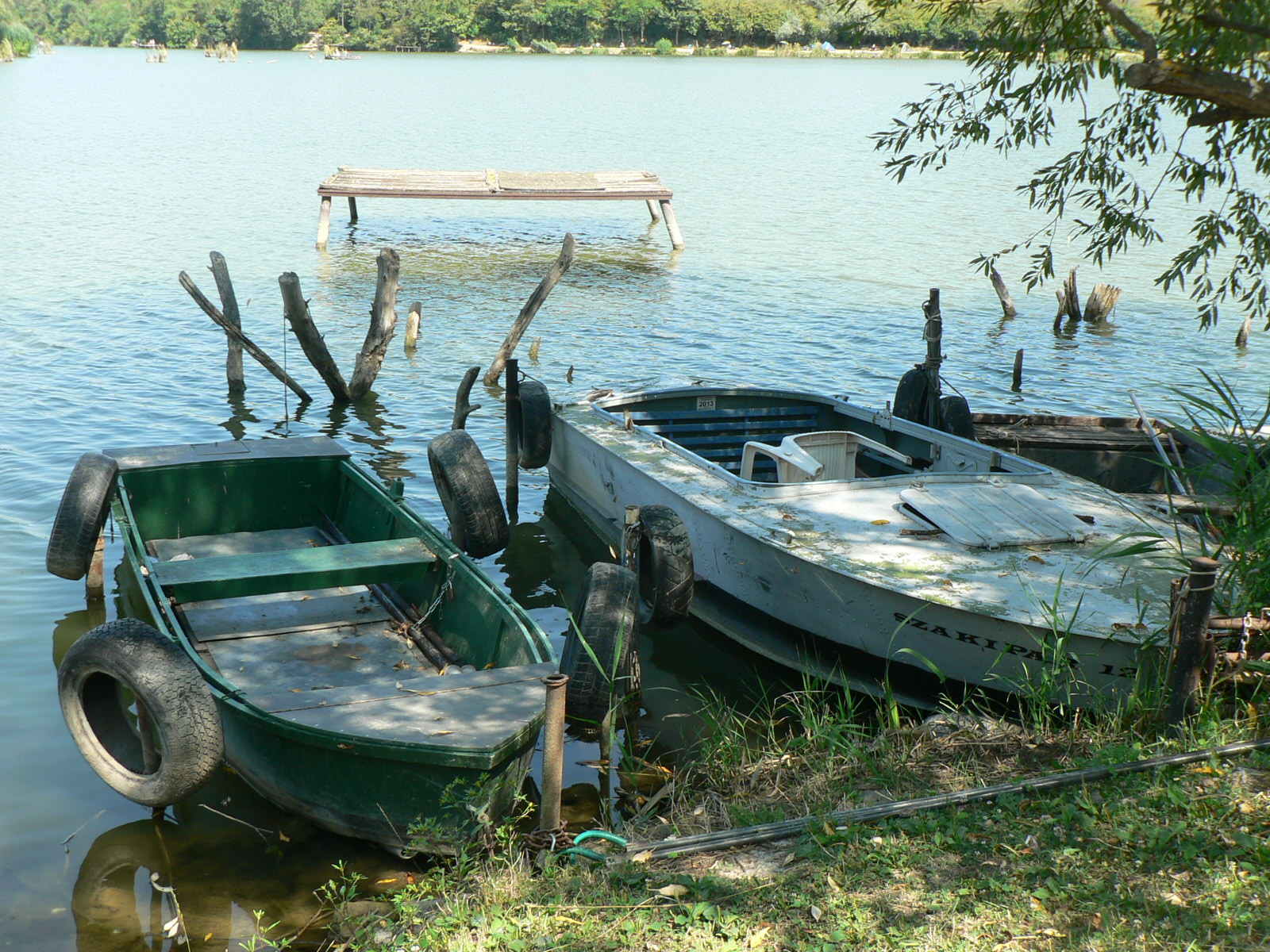
Csónakok a Háziréti-víztározón
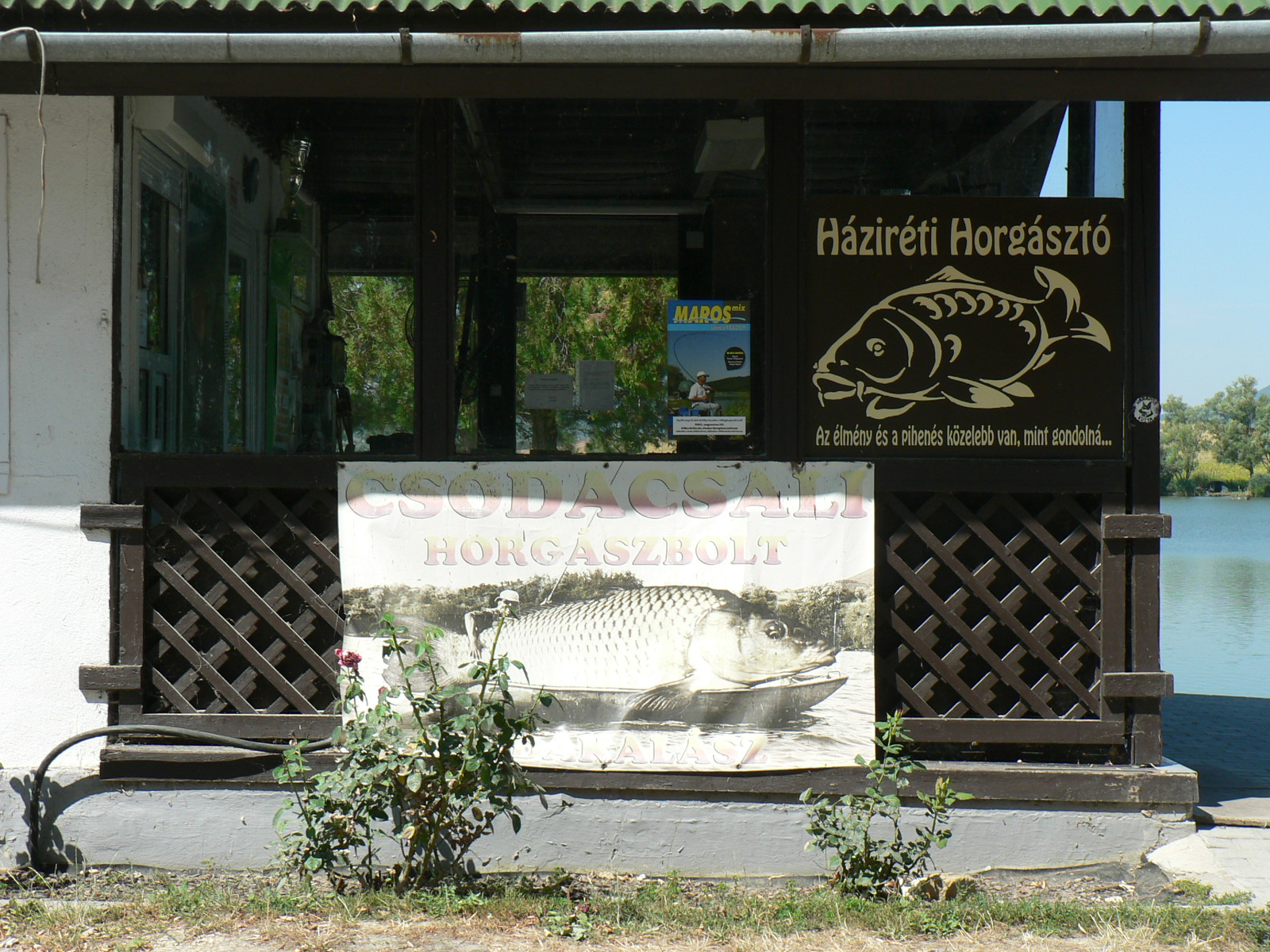
Halőrház
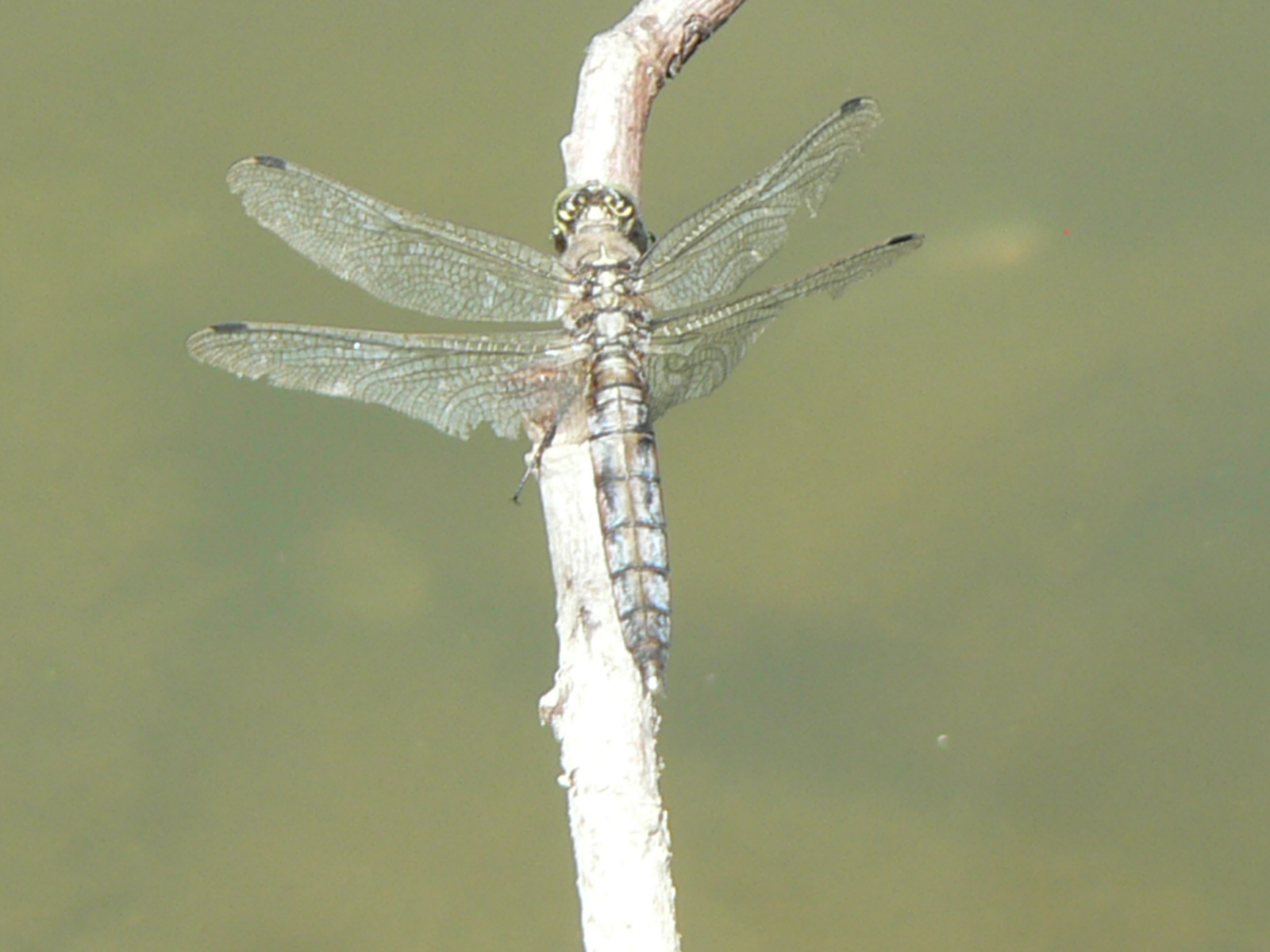
Acsaféle szitakötő a tó partján